# María del Carmen Ureta
María del Carmen Ureta (1945 - 17 de agosto de 2013) fue una actriz peruana, conocida por participar en programas humorísticos a lado de Tulio Loza.

## Créditos

### Telenovelas
- El secreto de sor Teresa
- El adorable Profesor Aldao (1971)
- Mujeres que trabajan
- Me llaman Gorrión (1973)
- El diario de Pablo Marcos (1979)
- Torbellino (1996)

### Películas
- Se acabó el curro
- Adorable sinvergüenza

### Comedias
- Los Pérez Gil
- Tulio de América a Cholocolor (1981 -1983)
- Camotulio  (1984 -1986)
- Yo mismo soy
- Tulio a Cholocolor  (1993- 1996)